# Xavier de Le Rue
Xavier de Le Rue (Bayona, 1 de julio de 1979) es un deportista francés que compitió en snowboard, especialista en la prueba de campo a través. Su hermano Paul-Henri compitió en el mismo deporte.
Ganó tres medallas en el Campeonato Mundial de Snowboard entre los años 2003 y 2009. Adicionalmente, consiguió siete medallas en los X Games de Invierno.

## Medallero internacional
| Campeonato Mundial | Campeonato Mundial         | Campeonato Mundial | Campeonato Mundial |
| Año                | Lugar                      | Medalla            | Prueba             |
| ------------------ | -------------------------- | ------------------ | ------------------ |
| 2003               | Kreischberg (Austria)      | Medalla de oro     | Campo a través     |
| 2007               | Arosa (Suiza)              | Medalla de oro     | Campo a través     |
| 2009               | Hoengseong (Corea del Sur) | Medalla de plata   | Campo a través     |

| X Games de Invierno | X Games de Invierno    | X Games de Invierno | X Games de Invierno |
| Año                 | Lugar                  | Medalla             | Prueba              |
| ------------------- | ---------------------- | ------------------- | ------------------- |
| 2003                | Aspen (Estados Unidos) | Medalla de oro      | Ultracross          |
| 2003                | Aspen (Estados Unidos) | Medalla de plata    | Campo a través      |
| 2004                | Aspen (Estados Unidos) | Medalla de plata    | Ultracross          |
| 2004                | Aspen (Estados Unidos) | Medalla de bronce   | Campo a través      |
| 2005                | Aspen (Estados Unidos) | Medalla de oro      | Campo a través      |
| 2005                | Aspen (Estados Unidos) | Medalla de plata    | Ultracross          |
| 2007                | Aspen (Estados Unidos) | Medalla de plata    | Campo a través      |